# ヒンズデール郡 (コロラド州)

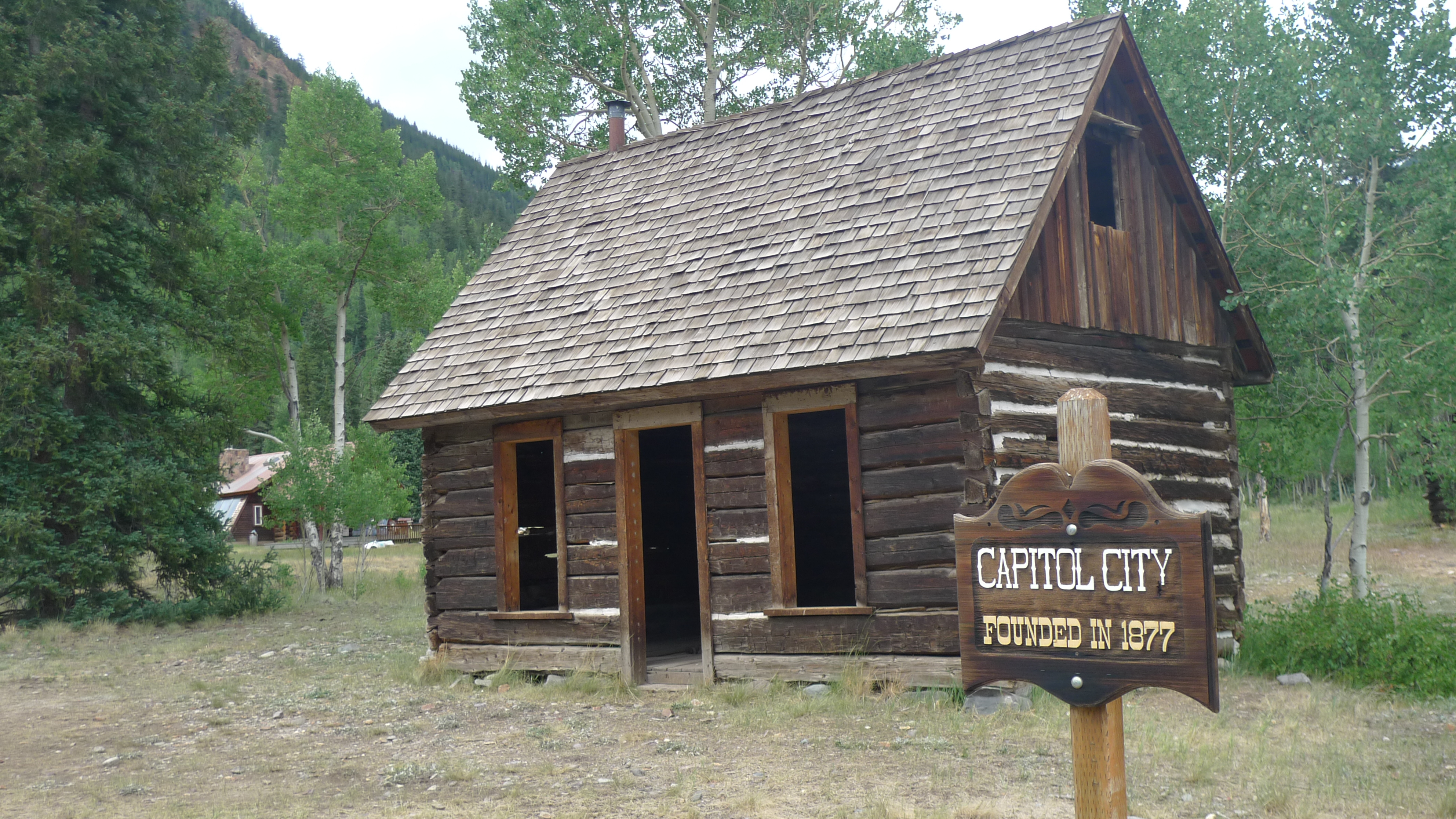
アルパインループ国立景観バックカントリー側道沿いのゴーストタウン、キャピトルシティ、昔の人口は400人だった。その設立者はコロラド州の州都にしようと望んだ。郵便局、幾つかの小屋、レンガ造りの窯が残っている

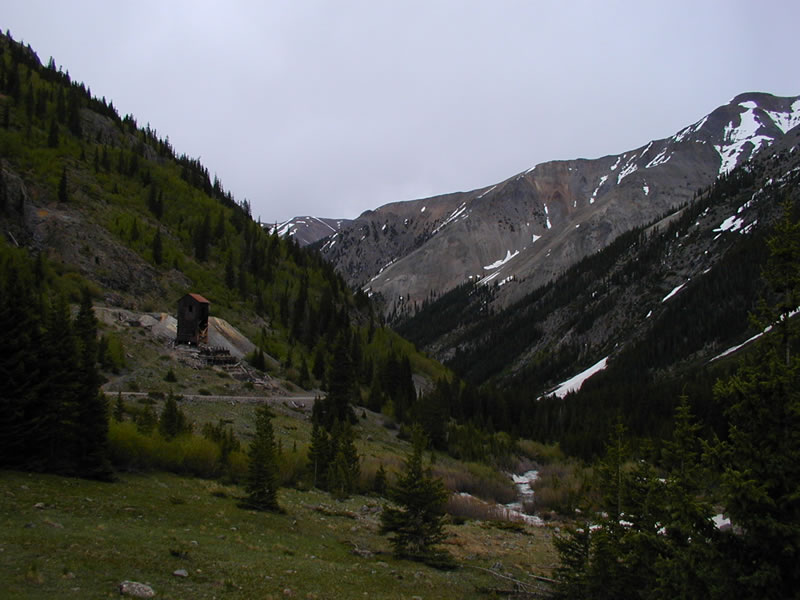
ボナンザ・エンパイア・チーフの鉱山と製材所、アルパインループ国立景観バックカントリー側道沿いにある。製材所はアメリカ合衆国土地管理局とヒンズデール郡歴史協会が2000年に建てた。2007年から2008年、この製材所は雪崩で崩壊した

ヒンズデール郡（ヒンズデールぐん、英: Hinsdale County）は、アメリカ合衆国コロラド州の南西部に位置する郡である。2010年国勢調査での人口は843人であり、2000年の790人から6.7％増加した。人口ではコロラド州の郡で3番目に人口が少ない。郡庁所在地はレイクシティ（人口408人）であり、同郡で人口最大かつ唯一の法人化された町でもある。郡名は著名な開拓者でコロラド州の副知事を務めたジョージ・A・ヒンズデールに因んで名付けられた。

## 地理
アメリカ合衆国国勢調査局に拠れば、郡域全面積は1,123.14平方マイル (2,908.9 km2)であり、このうち陸地は1,117.68平方マイル (2,894.8 km2)、水域は5.46平方マイル (14.1 km2)で水域率は0.49％である。
ヒンズデール郡はコロラド州でもアメリカ合衆国でも最も人里はなれた郡の一つである。多数のフォーティーナ（14,000フィートを超える山）を含む山脈に覆われ、国内でも最も道路の無い地域が含まれている。大陸分水界が郡内を2度横切っている。郡内の土地の大半は幾つかの国有林とウェミヌチェ原生地に分けられている。

### 隣接する郡
- ガニソン郡 – 北
- サワチ郡 – 北東
- ミネラル郡 – 東
- アーシュレタ郡 – 南東
- ラプラタ郡 – 南西
- サンファン郡 – 西
- ユアレイ郡 – 北西

## 人口動態
以下は2000年の国勢調査による人口統計データである。
| 基礎データ - 人口: 790人 - 世帯数: 359 世帯 - 家族数: 246 家族 - 人口密度: 0.3人/km2（0.7人/mi2） - 住居数: 1,304軒 - 住居密度: 0.5軒/km2（1.2軒/mi2） 人種別人口構成 - 白人: 97.34% - ネイティブ・アメリカン: 1.52% - アジア人: 0.25% - その他の人種: 0.38% - 混血: 0.51% - ヒスパニック・ラテン系: 1.52% 年齢別人口構成 - 18歳未満: 19.5% - 18-24歳: 4.7% - 25-44歳: 29.5% - 45-64歳: 34.7% - 65歳以上: 11.6% - 年齢の中央値: 44歳 - 性比（女性100人あたり男性の人口） - 総人口: 105.7 - 18歳以上: 109.9 | 世帯と家族（対世帯数） - 18歳未満の子供がいる: 23.4% - 結婚・同居している夫婦: 61.0% - 未婚・離婚・死別女性が世帯主: 4.7% - 非家族世帯: 31.2% - 単身世帯: 24.8% - 65歳以上の老人1人暮らし: 3.1% - 平均構成人数 - 世帯: 2.2人 - 家族: 2.6人 収入と家計 - 収入の中央値 - 世帯: 37,279米ドル - 家族: 42,159米ドル - 性別 - 男性: 26,210米ドル - 女性: 23,750米ドル - 人口1人あたり収入: 22,360米ドル - 貧困線以下 - 対人口: 7.2% - 対家族数: 4.5% - 18歳未満: 0.0% - 65歳以上: 2.2% |

## 都市と町
- ヘンソン
- レイクシティ - 郡庁所在地

## 国有林と原生地
- ガニソン国立の森
- リオグランデ国立の森
- サンフアン国立の森
- アンコンパーグレ国立の森
- ラガリータ原生地
- パウダーホーン原生地
- アンコンパーグレ原生地
- ウェミヌチェ原生地

## トレイル
- コロラド・トレイル
- 大陸分水界国立景観トレイル
- ウェストロスト・トレイル・クリーク国立レクリエーション・トレイル

## 景観道路
- アルパインループ国立景観バックカントリー側道
- シルバースレッド景観側道